# ریباند

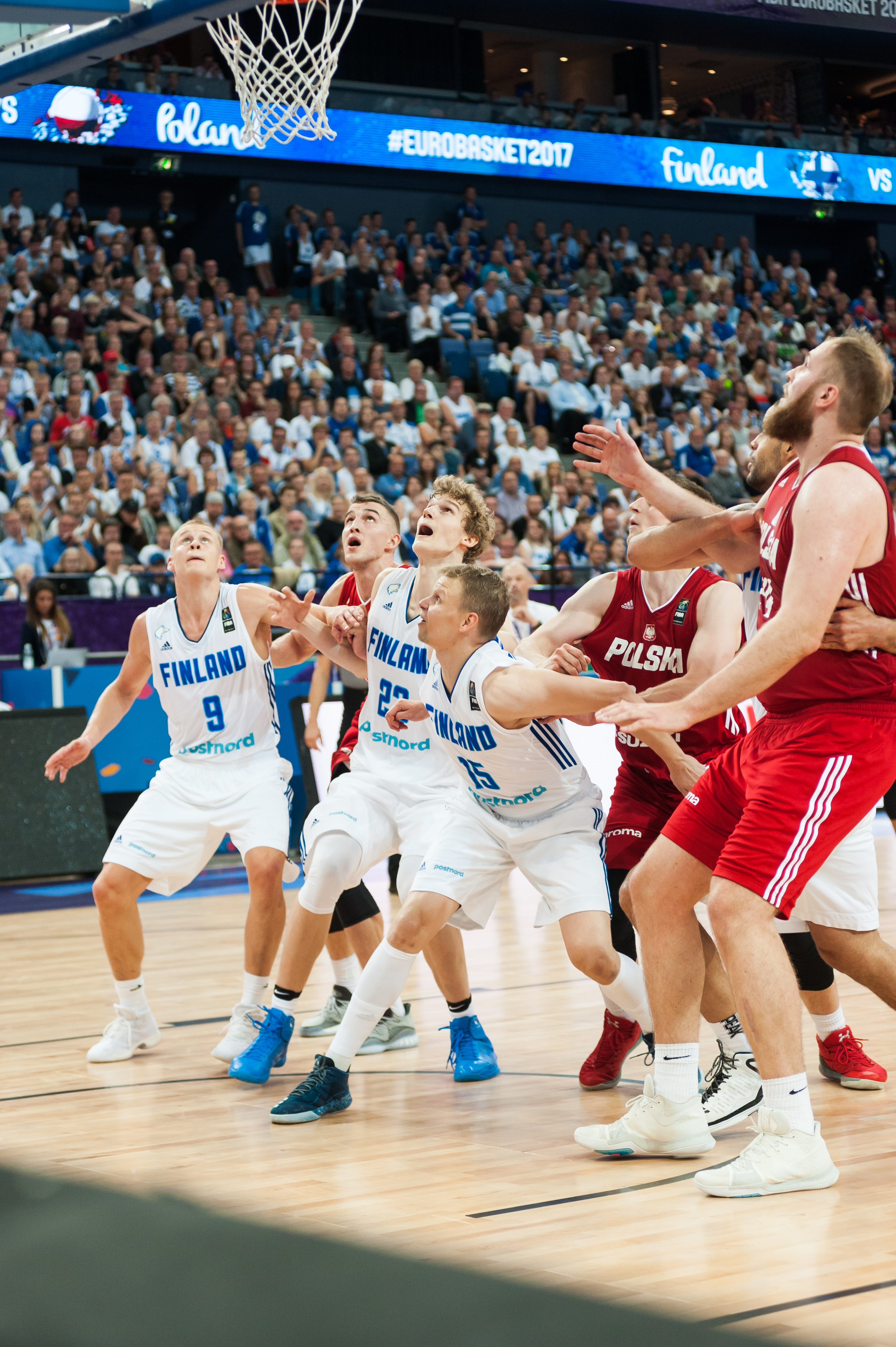
بازیکنان در انتظار و تلاش برای نوگیری توپ زیر سبد

ریباند یا نوگیری در بسکتبال، آماری است که به بازیکنی تعلق می‌گیرد که پس از پرتاب میدانی یا پرتاب آزاد از دست رفته، توپ را پس بگیرد. نوگیری در واقع به دست آوردن مالکیت توپ بعد از یک پرتاب یا تلاش ناموفق به سمت سبد است. یک نوگیری می‌تواند برای هر بازیکن از دو تیم (چه دفاع یا حمله) ثبت شود.